# Santa Rosa de Tastil
Santa Rosa de Tastil är en ort i Argentina.   Den ligger i provinsen Salta, i den norra delen av landet, 1 300 km nordväst om huvudstaden Buenos Aires. Santa Rosa de Tastil ligger 3 220 meter över havet och antalet invånare är 2 000.
Terrängen runt Santa Rosa de Tastil är kuperad åt nordost, men åt sydväst är den bergig. Runt Santa Rosa de Tastil är det mycket glesbefolkat, med 7 invånare per kvadratkilometer.. 
Omgivningarna runt Santa Rosa de Tastil är i huvudsak ett öppet busklandskap.